# Quaqua incarnata
Quaqua incarnata là một loài thực vật có hoa trong họ La bố ma. Loài này được (L.f.) Bruyns miêu tả khoa học đầu tiên năm 1983.